# Věž Iseť
Věž Iseť (rusky Башня «Исеть») je mrakodrap v ruském Jekatěrinburgu, nejvyšší budova ve městě. Nachází se v areálu budované obchodní čtvrti Jekatěrinburg-City. Většinu užitné plochy zabírají byty.

## Výstavba

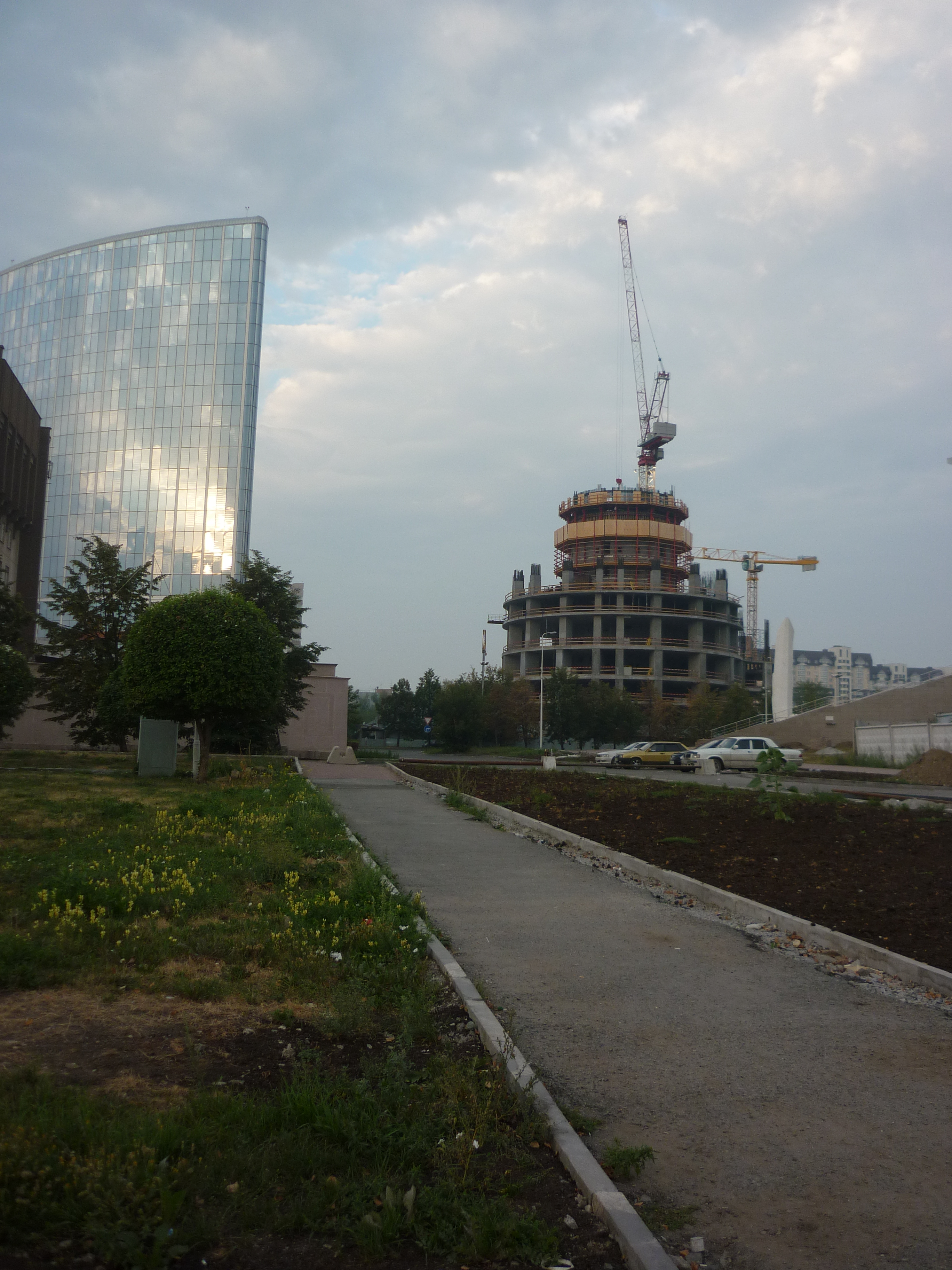
Stavba věže Iseť

Stavbu mrakodrapu objednal místní holding Uralská těžebně-metalurgická společnost. Stavbou byla pověřena francouzská firma Bouygues Batiment International.
Základní kámen byl položen 12. února 2008. Předpokládalo se, následující rok bude hotov základní skelet a k užívání bude objekt předán roku 2010. Záhy se však ukázalo, že stavba byla započata bez všech potřebných povolení, což výstavbu pozdrželo. Další komplikace nastala v prosinci 2008, kdy nastaly problémy s financováním, a práce byly proto přerušeny (projekt byl ve fázi hloubení podzemních podlaží).
Znovu se výstavba rozeběhla až v srpnu 2010, tentokrát byla dodavatelem Baltijskaja stroitelnaja kompanija. Skelet byl dokončen v roce 2014, skleněný plášť o rok později a 8. ledna 2017 byla věž oficiálně předána developerovi.

## Popis
Věž Iseť je převážně obytný komplex, vysoký 212,8 m, s celkovou užitnou plochou 80 983 m² (z toho 23 780 m² představují podzemní podlaží a přístavba parkoviště a 44 300 m² obytné prostory). Uvnitř se nachází 225 bytů od 78 m² do 500 m², typický byt má dva až čtyři pokoje a 160–190 m².
V budově se také nachází restaurace, dětský klub, obchody, fitness centrum, podzemní parkoviště pro 300 automobilů a nadzemní pro 100. S veřejně přístupnou vyhlídkovou plošinou se zde nepočítá.

## Galerie

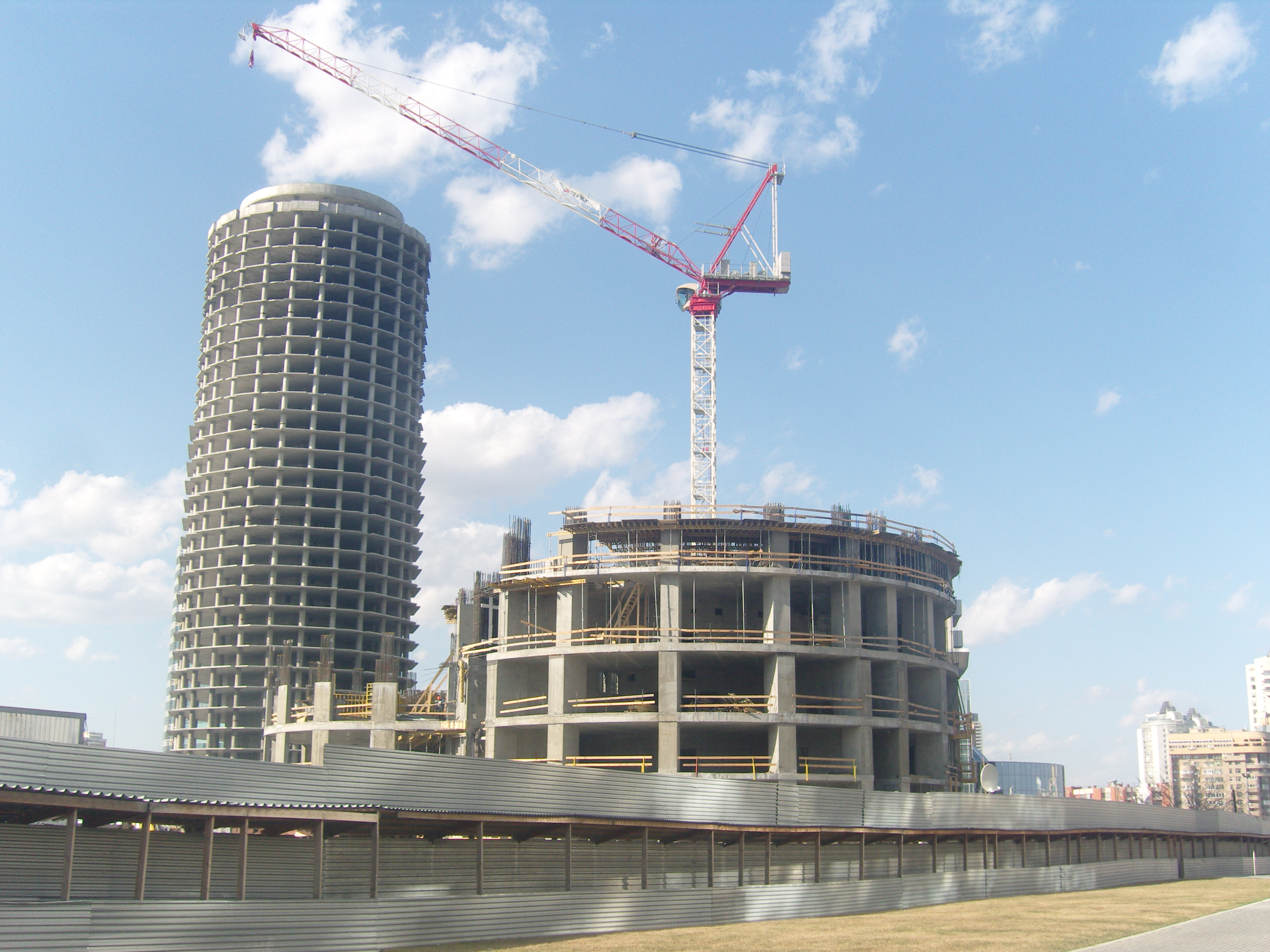
Výstavba (2012)
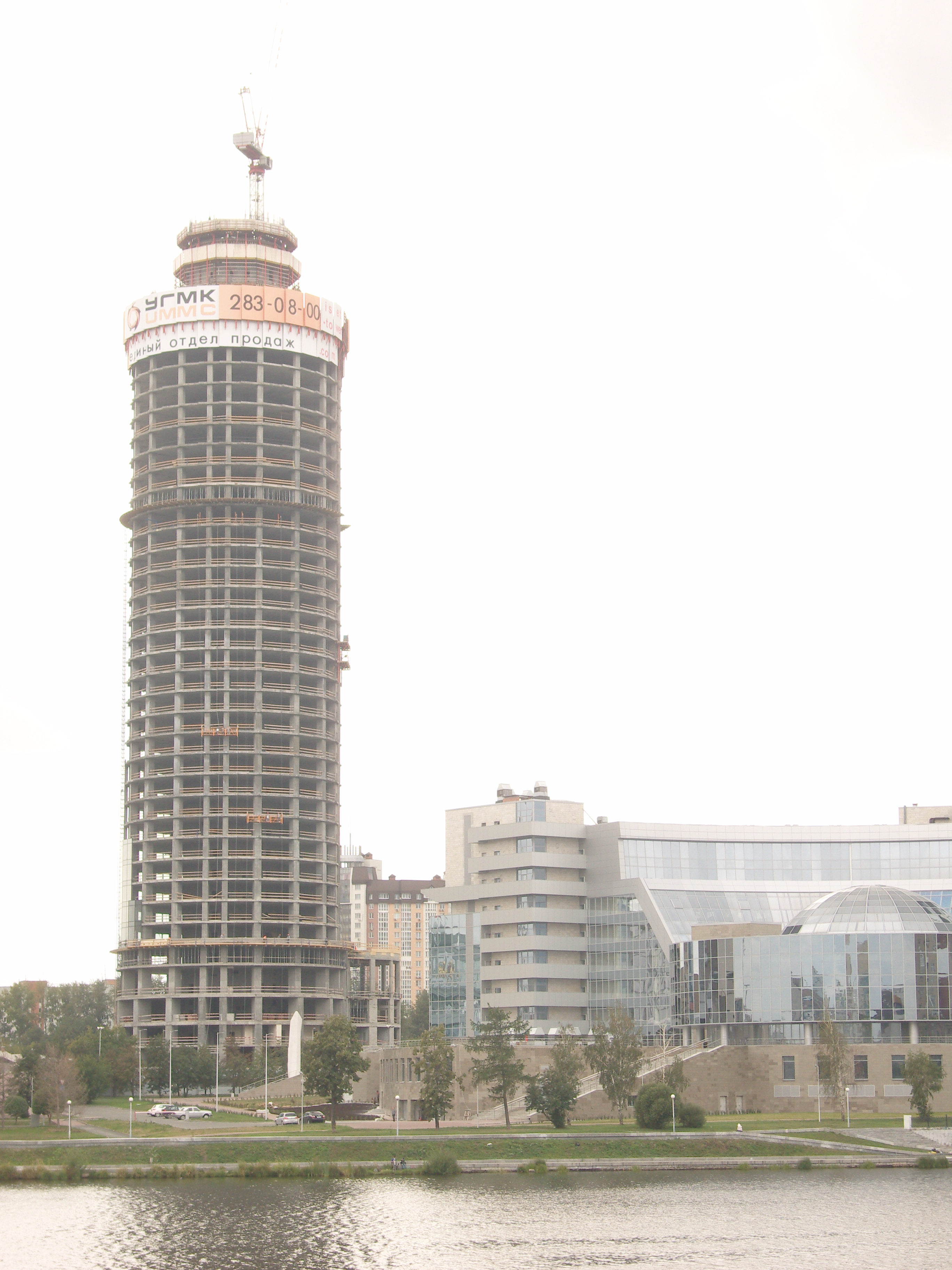
Výstavba (2013)
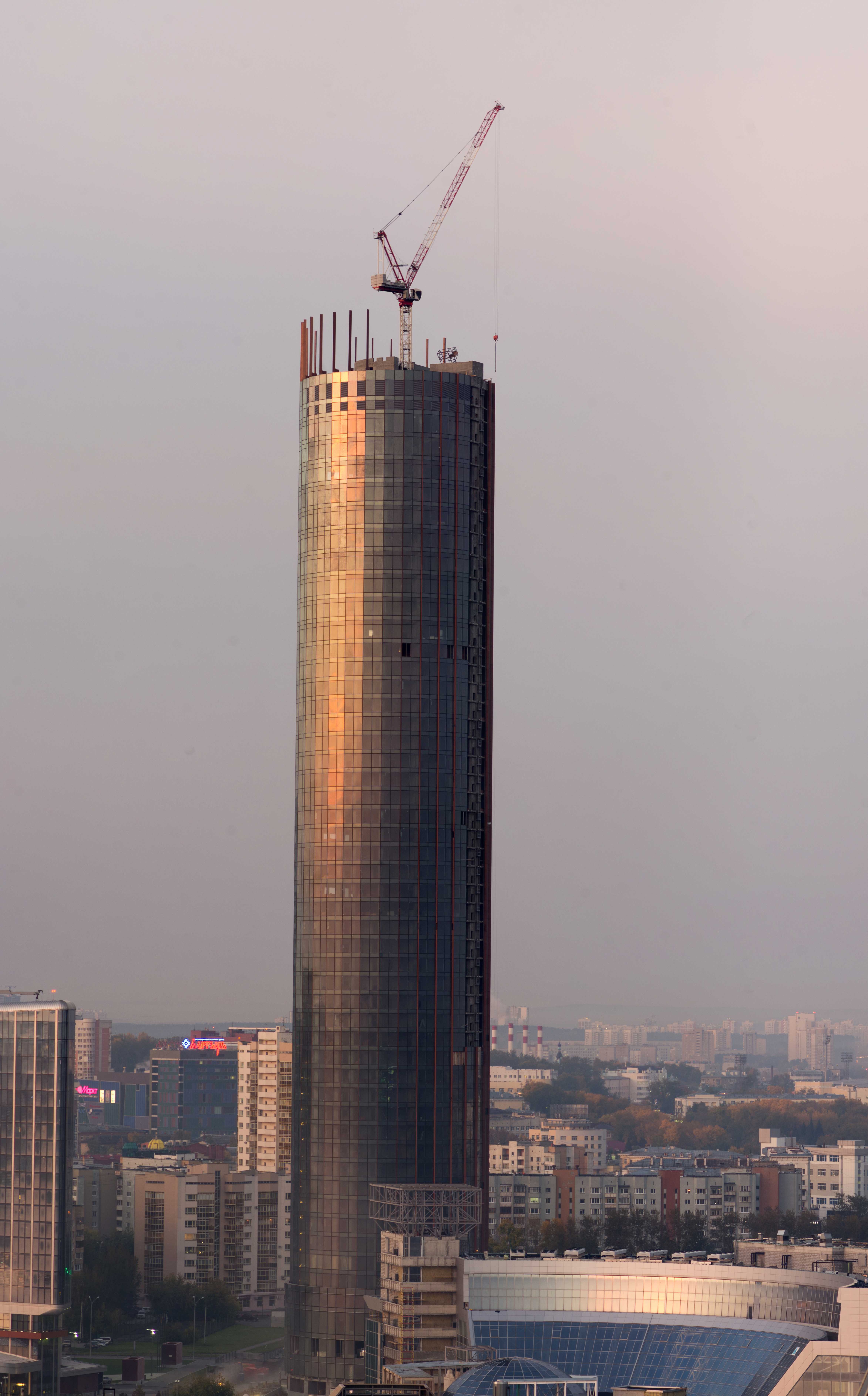
Výstavba (2014)
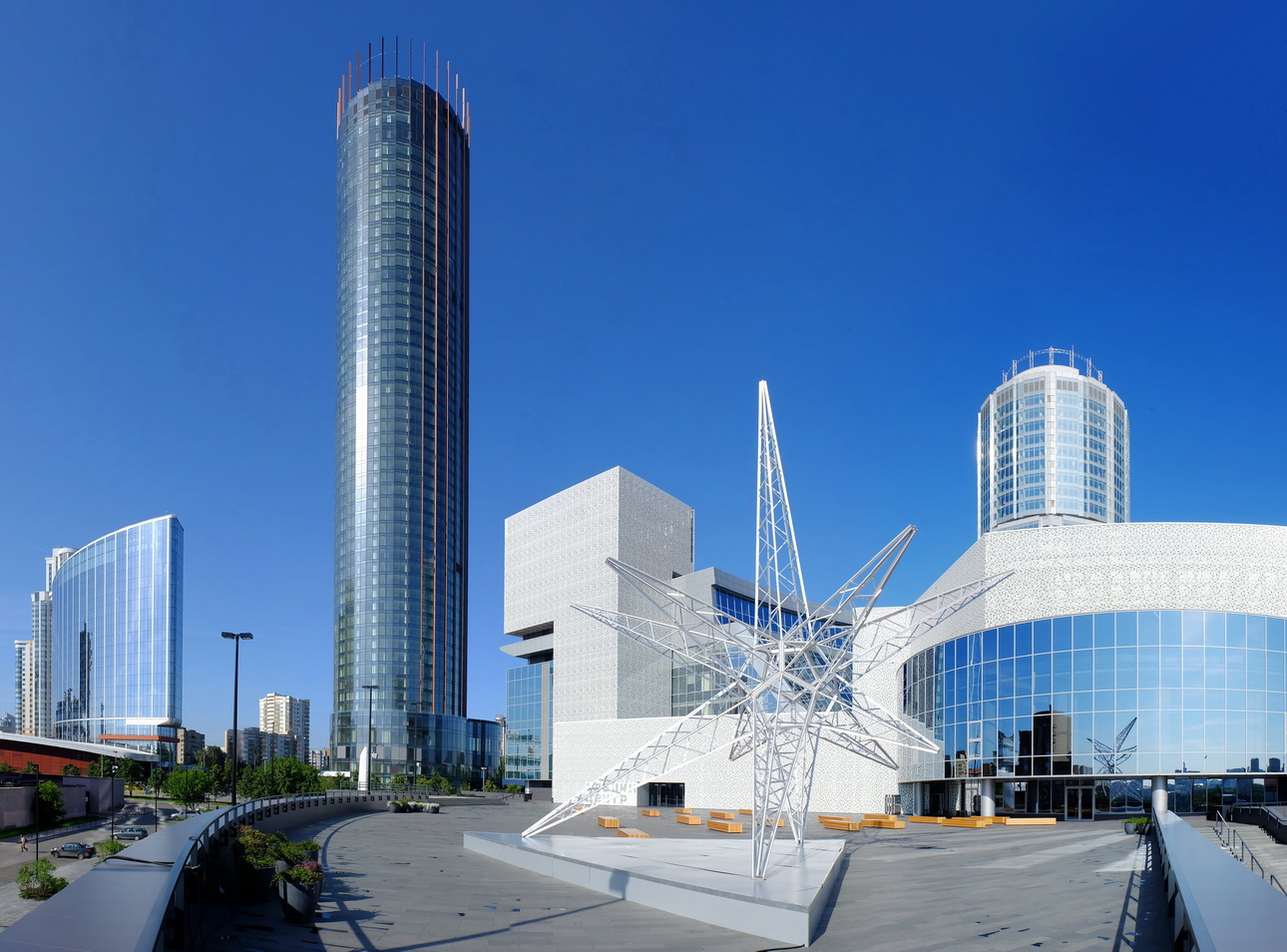
Pohled od Prezidentského centra Borise Jelcina